# ولی‌الله فلاحی
ولی‌الله فلاحی (۱۰ اردیبهشت ۱۳۱۰ – ۷ مهر ۱۳۶۰) سرتیپ نیروی زمینی ارتش بود، که از ۲۹ خرداد ۱۳۵۹ تا ۷ مهر ۱۳۶۰ ریاست ستاد مشترک ارتش جمهوری اسلامی ایران را برعهده داشت. او همچنین اولین فرمانده نیروی زمینی ارتش پس از وقوع انقلاب بود.
او پس از انقلاب ۱۳۵۷ ایران به فرماندهی نیروی زمینی ارتش جمهوری اسلامی ایران منصوب شد و تا خرداد ۱۳۵۹ در ان سمت فعالیت کرد. فلاحی در ۲۹ خرداد ۱۳۵۹ به سمت کفیل ریاست ستاد مشترک ارتش جمهوری اسلامی برگزیده شد و تا زمان درگذشتش  آنرا برعهده داشت. او از آغاز جنگ ایران و عراق در جبهه‌ها حضور دائم داشت.
فلاحی در سانحهٔ سقوط هواپیمای سی-۱۳۰ در ۷ مهر ۱۳۶۰ کشته شد.

## زندگی و فعالیت ها
ولی‌الله فلاحی در سال ۱۳۱۰ در طالقان متولد شد و تحصیلات ابتدایی و متوسطه خود را در طالقان و دبیرستان نظام تهران گذراند. او پس از اخذ دیپلم در مهرماه سال ۱۳۳۰ وارد دانشکده افسری شد و با درجه ستوان دومی و رستهٔ زرهی از آن دانشکده فارغ‌التحصیل شده و سپس در لشکر ۹۲ زرهی خوزستان خدمت خود را شروع کرد.
فلاحی به دلیل مخالفت‌هایش با حکومت پهلوی از سال ۱۳۳۰ تا ۱۳۵۲ چهار بار به زندان افتاد. اما به دلیل تفکر بالا و دانش بالایی که داشت از افسران زبده قابل احترام ارتش شاهنشاهی بود که همواره مورد احترام فرماندهان ارشد ارتش بود فلاحی با درجه سرهنگ دومی به همراه گروهی از افسران ایرانی به عنوان ناظر صلح سازمان ملل در آتش‌بس ویتنام، از سال ۱۳۵۱ تا اواسط ۱۳۵۳ را در این کشور گذراند. او در ۱۲ مهرماه ۱۳۵۷ پس از گرفتن درجه سرتیپی به شیراز منتقل شد و به عنوان معاون فرماندهی مرکز پیاده شیراز به کار خود ادامه داد.

### جانشینی فرماندهی مرکز پیاده شیراز
حضور ولی‌الله فلاحی در شیراز هم‌زمان با اوج فعالیت‌های مردم بر ضد حکومت پهلوی بود؛ به همین دلیل در بیشتر شهرهای ایران از جمله شیراز حکومت نظامی اعلام شده بود. به دلیل کوشش‌های فلاحی، حکومت نظامی در شیراز لغو و نیروهای ارتش از خیابان‌ها جمع شدند و وظیفه اجرای این حکم به شهربانی داده شد.

### فرماندهی نیروی زمینی ارتش
بعد از پیروزی انقلاب ۱۳۵۷ ایران، ولی‌الله فلاحی به‌عنوان فرمانده نیروی زمینی ارتش جمهوری اسلامی ایران انتخاب شد. یک ماه پس از انقلاب در اسفند ماه ۱۳۵۷ شماری از نیروهای احزاب کرد به پادگان‌های ارتش و ژاندارمری در مهاباد، سنندج، بانه، مریوان و دیگر شهرهای کردستان یورش بردند و آن‌ها را محاصره کردند. فلاحی در جایگاه فرمانده نیروی زمینی به دستور امیر سپهبد قرنی (رئیس وقت ستاد ارتش) و با همراهی سه گردان از نیروهای لشکر یکم پیاده تهران رهسپار منطقه شد و با یاری بخشی از نیروهای لشکر ۶۴ ارومیه و لشکر ۲۸ پیاده کردستان از سقوط پادگان سنندج و گسترش حوزه نفوذ حزب دموکرات به جنوب جلوگیری کرد. هم‌زمان دولت موقت و نیروهای سیاسی نزدیک به آن با گسیل داشتن هیئت حسن نیت در پی راهکاری برای پایان درگیری بود که بر پایه آن توافق شد که تأمین امنیت شهرهای کردستان به گونه موقت بر عهده نیروهای پیشمرگان مسلمان کرد قرار گیرد و نیروهای ارتش در امور انتظامی شهرها دخالت نکنند. در این شرایط، سرلشکر محمدولی قرنی به نرمش دولت و توافق نیم‌بند و ناپایدار با گروهای مسلح مخالف اعتراض کرد و استعفا داد و سرلشکر ناصر فربد جانشین او شد. در همین حال امیر فلاحی با بینش نظامی و هوشیاری راهبردی این واقعیت را درک کرده بود که ممکن است احزاب مسلح از فرصت آتش‌بس موقت برای بازسازی نیروها، عضوگیری دوباره در شهرها و تثبیت موقعیت خود در میان عشایر منطقه بهره گیرند. از همین رو نیز، در تمام مدتی که آتش‌بس ناپایدار حکم‌فرما بود، عناصر اطلاعاتی یگان‌های عمل‌کننده ارتش در منطقه نه تنها فعالیت‌های احزاب مسلح، بلکه خیز پشتیبانی و لجستیکی عراق در مناطق مرزی را نیز زیر دید خود داشتند.
با اوج گرفتن دوباره درگیری‌ها در آغاز تابستان ۱۳۵۸، فلاحی بار دیگر در منطقه حاضر شد و فرماندهی یگان‌های ارتش را به عهده گرفت.

### فرماندهی ستاد مشترک ارتش

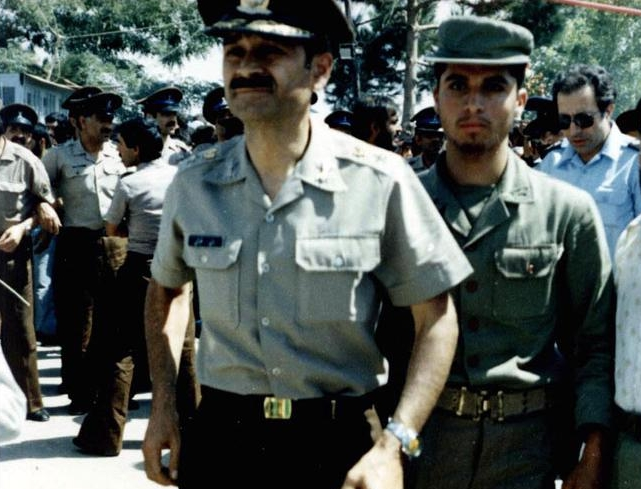
ولی‌الله فلاحی در مقام رئیس ستاد مشترک ارتش

فلاحی با درجه سرتیپی در ۲۹ خردادماه سال ۵۹ به‌عنوان رئیس ستاد مشترک ارتش (فرمانده کل ارتش) بعد از سرلشکر شادمهر منصوب شد.
نخست در تابستان۵۹ کودتای پایگاه نوژه در نیروی هوایی و زمینی به وقوع پیوست که ضمن مقابله و سرکوب، عناصر کودتاچی پاکسازی و تصفیه گسترده انجام شد.
با شروع جنگ عراق، به دلیل نبود توان رزمی و عملیاتی در یگان‌های آسیب دیده ارتش و نابسامانی شرایط سیاسی کشور، بخش بزرگی از توان رزمی نیروها برای زمینگیر ساختن ماشین جنگی عراق و جلوگیری از پیشروی آن در غرب کشور و خوزستان هزینه شد. البته این راهبرد، که به گونه چکیده می‌توان آن را «جنگیدن با آرامش و درنگ بر پایه دانش نظامی» نامگذاری کرد به مذاق بسیاری از انقلابیون آن روزگار خوش نمی‌آمد و به همین دلیل فلاحی از سوی جوانان انقلابی به بی‌عملی و ناآزمودگی متهم می‌شد.
با این حال فلاحی توانست در سال اول دشمن را در غرب کشور سرپل ذهاب و بازی دراز و میمک متوقف کند و در خوزستان هم سعی بر زمینگیری و توقف دشمن بود؛ هر چند مناطقی از غرب و جنوب‌غرب تحت اشغال عراق باقی ماند.
از امیر فلاحی گفتاورد شده‌است که در مقام ریاست ستاد ارتش گفته بود: «من وجب به وجب خاک خوزستان را به علت محل خدمت اولیه‌ام می‌شناسم. با توجه به پیشروی سریع عراق آرزو داشتم که ارتش عراق زمینگیر شود که چنین شد. اکنون تنها یک آرزوی دیگر دارم. تنها آرزویم این است که ارتش متجاوز عراق را از اطراف آبادان تا مارد عقب بنشانم.» با طراحی و اجرای پیروزمندانه عملیات ثامن‌الائمه و رفع حصر آبادان در مهر ۱۳۶۰ آرزوی تیمسار فلاحی برآورده شد و وضعیت راهبردی جنگ دگرگون و زمینه برای پیروزی‌های بزرگ آینده فراهم شد. اگرچه چند ساعت پس از پایان این عملیات و در راه بازگشت به مرکز، امیر فلاحی در سقوط هواپیما جان خود را از دست داد، ولی چنان‌که خود او در وصیت‌نامه‌اش آورده بود «کارنامه» او برای همیشه در معرض قضاوت نسل‌های متوالی «ملت و به ویژه ارتش ایران» قرار خواهد داشت.

## ویژگی‌های شخصیتی و فرماندهی

ولی الله فلاحی

به عقیده بسیاری از کارشناسان او در جرگه یکی از موفق‌ترین رؤسای ستاد در تاریخ ارتش ایران به‌شمار می‌آید. یکی از ویژگی او شناخت دقیق و درست از «سازمان ارتش» و چگونگی عملکرد آن بود. او به یاری گذراندن دوره‌های عالی نظامی در آمریکا و تجربه عملی کار در رکن یکم ارتش، نسبت به نقاط قوت و ضعف این سازمان و ویژگی‌ها و روحیات افسران زیردست خود شناختی فراگیر داشت و با اتکا به همین آگاهی‌ها توانست سازمان ارتش را در بحرانی‌ترین شرایط نگه دارد و مدیریت کند. دیگر ویژگی او واقع‌نگری و برداشت ژرف و درست او نسبت به جستارهای راهبردی و نظامی و همچنین مسائل سیاسی و اجتماعی بود. هشیاری سرشتی و بینش اجتماعی گسترده‌اش، او را در زمره نخستین افسران ارتش شاهنشاهی قرار دارد که پیروی محض از سلسله مراتب نظامی را کنار گذاشته و در ماه‌های پایانی حکومت پهلوی دریافتند که ارتش بدون پشتیبانی، آموزش، انگیزه و نفرات لازم، برای برخورد با بحران‌های شهری و رویارویی با مردم در جنگ خیابانی امید موفقیتی ندارد. به همین دلیل و نیز به جهت باور به این اصل که کارکرد اصلی نیروهای مسلح کشور نه پاسداری از قدرت و منافع یک فرد یا گروه وِیژه، بلکه نگاهبانی از کیان و تمامیت ارضی ایران است، در زمانی که معاونت فرماندهی مرکز پیاده شیراز را بر عهده داشت توانست فرمانده این مرکز (سرلشکر ده پناه) را قانع کند که مسئولیت مقابله با تظاهرات مردم شیراز و اجرای مقررات حکومت نظامی را به شهربانی واگذار نماید. ویژگی دیگر فلاحی باور او به کاربردی کردن دانش نظامی در جریان طراحی راهبردها و تاکتیک‌های جنگی بود. او نزدیک به ده سال از دوران خدمت خود را در مقام استاد و مدیر آموزش دوره‌های عالی فرماندهی و ستاد (دافوس) در دانشگاه جنگ گذراند، در شرایطی که بسیاری از تیمسارهای ارتش که ارشد او به‌شمار می‌رفتند در کلاس‌هایش شرکت می‌کردند. برآیند این تجربه، به‌کارگیری دانش روز نظامی و بکار گماردن نیروهای کاردان در ساماندهی مقاومت سرنوشت‌ساز یک سال نخست جنگ بود.

## نشان فداکاری
برابر تصویب «شورای عالی نشان‌ها» در ارتش ایران، به پاس «فرماندهی و مدیریت ولی‌الله فلاحی در صحنه‌ها و برهه‌های سرنوشت ساز دوران انقلاب تا عملیات ثامن الائمه و ایثار» نخستین نشان فداکاری به وی تعلق گرفت.
از ولی‌الله فلاحی نقل شده که در مقام رئیس ستاد ارتش گفته بود:
من وجب به وجب خاک خوزستان را به علت محل خدمت اولیه‌ام می‌شناسم. با توجه به پیشروی سریع عراق آرزو داشتم که ارتش عراق زمین‌گیر شود که چنین شد. اکنون تنها یک آرزوی دیگر دارم. تنها آرزویم این است که ارتش متجاوز عراق را از طرف آبادان تا مارد عقب بنشانم.

## درگذشت

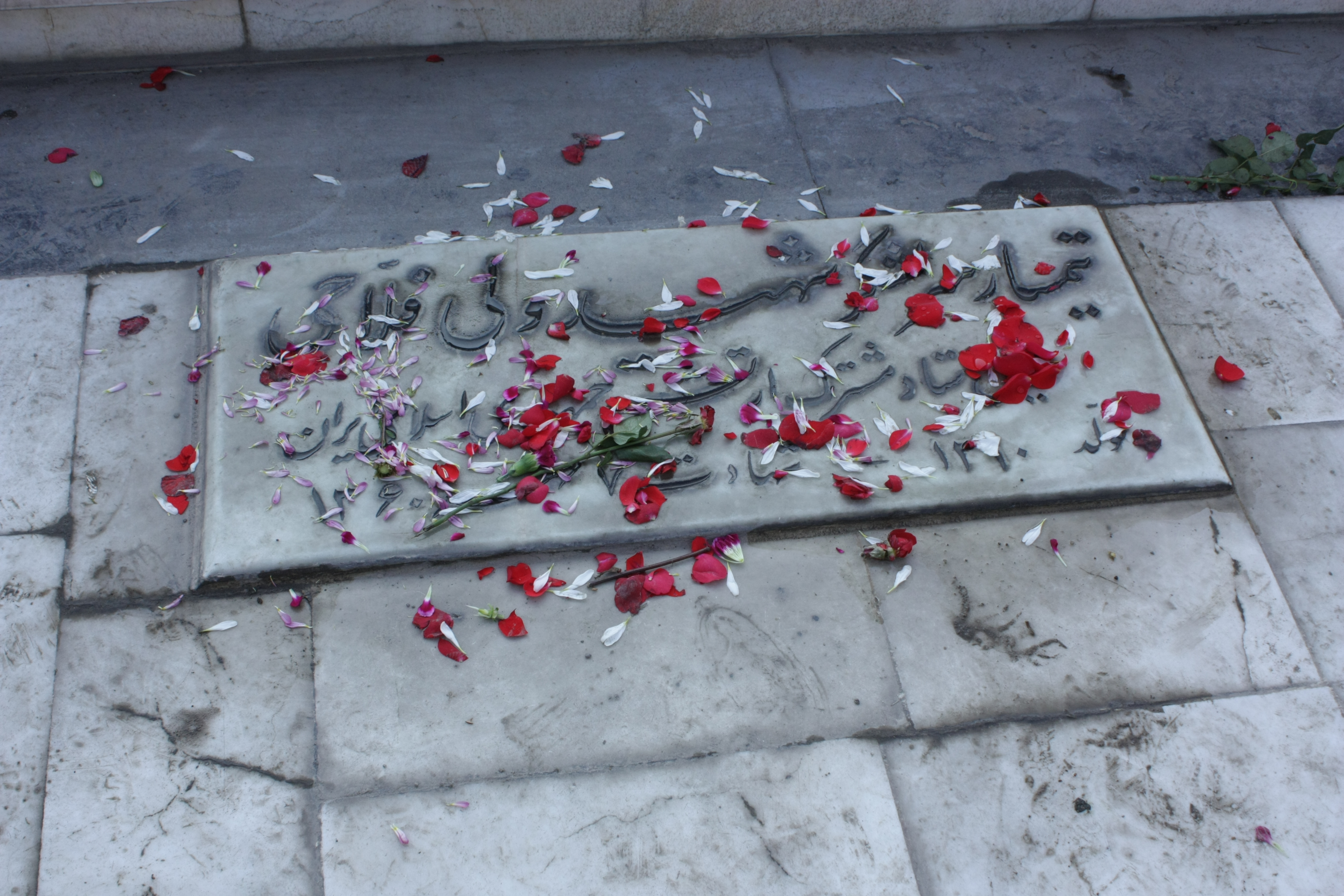
آرامگاه تیمسار فلاحی در بهشت زهرا

ششم مهرماه سال ۱۳۶۰، پس از یکسال مقاومت در برابر ارتش عراق، نیروهای ایرانی طی یک عملیات گسترده با محوریت لشکر ۷۷ پیاده خراسان، محاصره آبادان را به‌طور کامل شکستند. روز هفتم مهرماه ولی‌الله فلاحی در قرارگاه عملیاتی لشکر ۷۷ در ماهشهر، لشکر ۷۷ خراسان را لشکر ۷۷ پیروز ثامن‌الائمه نامید. در این مراسم وزیر دفاع، نامجو، فکوری و ظهیرنژاد نیز حضور داشتند. پس از این مراسم، غیر از ظهیرنژاد، بقیه فرماندهان عازم اهواز شدند.
ولی‌الله فلاحی، رئیس وقت ستاد مشترک ارتش و چندی دیگر از فرماندهان ارتش و سپاه که برای نظارت بر اجرای عملیات ثامن‌الائمه در جبهه حضور داشتند، برای ارائه گزارش به رهبر، با یک فروند هواپیمای سی-۱۳۰ نیروی هوایی، عازم تهران بودند اما بر اثر سقوط این هواپیما در حدود ساعت ۸ بعد از ظهر روز هفتم مهرماه در بیابان‌های کهریزک، این فرماندهان کشته شدند.

## یادبود
- چندی پس از درگذشت او، خیابان زعفرانیه در تهران به نام سرلشکر فلاحی نامگذاری شد.
- یکی از خیابان‌های شیراز و در یزد نیز خیابان اصلی منطقه صفائیه به یاد او نام گذاری شد.
- در مشهد نیز بلوار اصلی که از میان شهرک لشکر در منطقه قاسم‌آباد می‌گذرد بنام «بلوار شهید فلاحی» نام گذاری شده‌است
- همچنین خیابانی در شهرستان ورامین، نزدیک به راه‌آهن ورامین، به نام ایشان نام گذاری شده که از محله‌های گران‌قیمت ورامین محسوب می‌شود.

## یادداشت
1. ↑  پس از مرگ به سرلشکر ترفیع داده‌شد.